# Ian Holm
Sir Ian Holm Cuthbert (Goodmayes, 12 settembre 1931 – Londra, 19 giugno 2020) è stato un attore britannico, noto principalmente per le interpretazioni dell'androide Ash in Alien (1979) e dell'anziano hobbit Bilbo Baggins nelle trilogie de Il Signore degli Anelli e de Lo Hobbit.
Altri ruoli importanti vennero da lui sostenuti in Greystoke - La leggenda di Tarzan, il signore delle scimmie (1984), Brazil (1985), Ballando con uno sconosciuto (1985), Enrico V (1989), Frankenstein di Mary Shelley (1994), Amleto (1990), Il pasto nudo (1991), La pazzia di Re Giorgio (1994), Il quinto elemento (1997), La vera storia di Jack lo squartatore - From Hell (2001), Amore e altri enigmi (2006) e come protagonista, in Il dolce domani (1997) e I vestiti nuovi dell'imperatore (2001). 
Nel 1981 interpretò l'allenatore di Harold Abrahams, Sam Mussabini, nel pluripremiato film Momenti di gloria, interpretazione grazie alla quale Holm fu candidato al premio Oscar nella categoria miglior attore non protagonista. Nel 1998 la regina Elisabetta II gli conferì il titolo di baronetto per meriti artistici.

## Biografia
Nato in Gran Bretagna da James Harvey Cuthbert, psichiatra, e da Jean Wilson Holm, frequentò la clinica psichiatrica dove lavorava il padre fino al 1950.

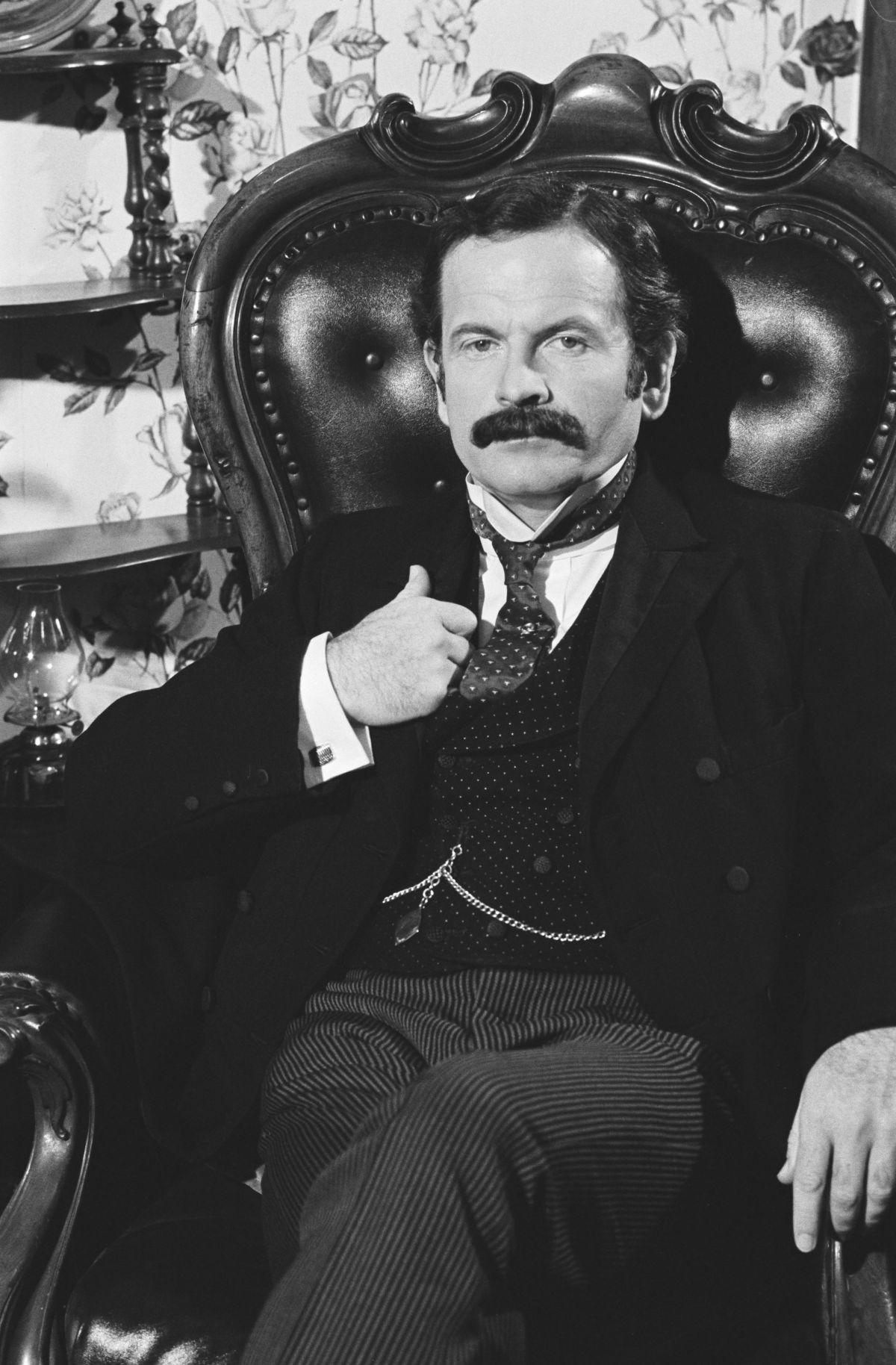
Ian Holm nel 1974

Trasferitosi a Londra, si iscrisse alla Royal Academy of Dramatic Art, dove si diplomò nel 1954. Debuttò nello stesso anno a teatro con la Royal Shakespeare Company, che seguirà per oltre dieci anni. Durante questo periodo di recitazione teatrale, che lo portò sui palcoscenici principali del Regno Unito e degli Stati Uniti, venne premiato con il Tony Award quale migliore attore protagonista. Nel 1970 abbandonò il teatro, scegliendo la via del cinema e della televisione, dove spesso interpreterà figure storiche.
Il primo grande successo personale lo ottenne interpretando l'androide Ash in Alien (1979) di Ridley Scott. A questo film ne seguiranno altri di rilevanza internazionale, tra cui Brazil (1985) di Terry Gilliam, Ballando con uno sconosciuto (1985) di Mike Newell, Enrico V (1989) e Frankenstein di Mary Shelley (1994) di Kenneth Branagh, Amleto (1990) di Franco Zeffirelli, Il pasto nudo (1990) di David Cronenberg, La pazzia di Re Giorgio (1994) di Nicholas Hytner, Il quinto elemento (1997) di Luc Besson, Il dolce domani (1997) di Atom Egoyan. Nel 1981 interpretò Sam Mussabini nel pluripremiato film Momenti di gloria. Per questa interpretazione fu candidato al premio Oscar nella categoria miglior attore non protagonista.
Nel 1990 tornò al teatro, conquistando un Olivier Award per la sua interpretazione in Re Lear di William Shakespeare. Nel 1998 la Regina Elisabetta II gli conferì il titolo di baronetto per meriti artistici. Negli anni 2000 ottenne successo con l'interpretazione del vecchio hobbit Bilbo Baggins nella trilogia de Il Signore degli Anelli di Peter Jackson, ruolo che tornò a interpretare anche ne Lo Hobbit - Un viaggio inaspettato (2012), e nei due film successivi Lo Hobbit - La desolazione di Smaug (2013) e Lo Hobbit - La battaglia delle cinque armate (2014). Nel 2001, nel film La vera storia di Jack lo squartatore - From Hell, tratto dalla graphic novel scritta da Alan Moore e Eddie Campbell, interpretò il famoso serial killer della Londra vittoriana, con l'identità di uno dei famosi sospettati dell'epoca, Sir William Gull. Rimase attivo artisticamente fino al 2014.
Morì a Londra il 19 giugno 2020, all’età di 88 anni, per complicazioni derivate dalla malattia di Parkinson. Oggi riposa a Londra nel Cimitero di Highgate.

## Vita privata
Si sposò quattro volte, la prima nel 1955 con Lynn Mary Shaw, da cui divorziò nel 1965 dopo la nascita di due figlie, Jessica e Sarah-Jane. Nel 1982 sposò Sophie Baker, dalla cui unione nacque Harry. La coppia divorziò nel 1986. Nel 1991 sposò l'attrice Penelope Wilton, da cui divorziò nel 2001. Nel 2003 sposò Sophie de Stempel. Holm ebbe anche altri due figli, Barnaby e Melissa, nati dalla relazione con la fotografa Bee Gilbert, durata dal 1965 al 1976.
Nel 2001 gli fu diagnosticato un tumore alla prostata, ma grazie a una serie di cure l'attore si ristabilì completamente.

## Filmografia

### Attore

#### Cinema
- Girls at Sea, regia di Gilbert Gunn (1958) - non accreditato
- The Bofors Gun, regia di Jack Gold (1968)
- L'uomo di Kiev (The Fixer), regia di John Frankenheimer (1968)
- A Midsummer Night's Dream, regia di Peter Hall (1968)
- Oh, che bella guerra! (Oh! What a Lovely War), regia di Richard Attenborough (1969)
- A Severed Head, regia di Dick Clement (1970)
- Nicola e Alessandra (Nicholas and Alexandra), regia di Franklin Schaffner (1971)
- Maria Stuarda, regina di Scozia (Mary Queen of Scots), regia di Charles Jarrott (1971)
- Gli anni dell'avventura (The Young Adventurer), regia di Richard Attenborough (1972)
- Ritorno a casa (The Homecoming), regia di Peter Hall (1973)
- Juggernaut, regia di Richard Lester (1974)
- Robin e Marian (Robin and Marian), regia di Richard Lester (1976)
- Ci rivedremo all'inferno (Shout at the Devil), regia di Peter Hunt (1976)
- La bandera - Marcia o muori (March or Die), regia di Dick Richards (1977)
- L'uomo dalla maschera di ferro (The Man with the Iron Mask) regia di Mike Newell (1977)
- Alien, regia di Ridley Scott (1979)
- Momenti di gloria (Chariots of Fire), regia di Hugh Hudson (1981)
- I banditi del tempo (Time Bandits), regia di Terry Gilliam (1981)
- Prigioniero del passato (The Return of the Soldier), regia di Alan Bridges (1982)
- Greystoke - La leggenda di Tarzan, il signore delle scimmie (Greystoke: The Legend of Tarzan, Lord of the Apes), regia di Hugh Hudson (1984)
- Il giorno delle oche (The Laughter House), regia di Richard Eyre (1985)
- Il mistero di Wetherby (Wetherby), regia di David Hare (1985)
- Brazil, regia di Terry Gilliam (1985)
- Ballando con uno sconosciuto (Dance With a Stranger), regia di Mike Newell (1985)
- Dreamchild, regia di Gavin Millar (1985)
- Un'altra donna (Another Woman), regia di Woody Allen (1988)
- Enrico V (Henry V), regia di Kenneth Branagh (1989)
- Amleto (Hamlet), regia di Franco Zeffirelli (1990)
- Delitti e segreti (Kafka), regia di Steven Soderbergh (1991)
- Il pasto nudo (Naked Lunch), regia di David Cronenberg (1991)
- Ghiaccio blu (Blue Ice), regia di Russell Mulcahy (1992)
- The Hour of the Pig, regia di Leslie Megahey (1993)
- Frankenstein di Mary Shelley (Mary Shelley's Frankenstein), regia di Kenneth Branagh (1994)
- La pazzia di Re Giorgio (The Madness of King George), regia di Nicholas Hynter (1995)
- Big Night, regia di Stanley Tucci (1996)
- Loch Ness, regia di John Henderson (1996)
- Prove apparenti (Night Falls on Manhattan), regia di Sidney Lumet (1996)
- Il quinto elemento (Le cinquième élément), regia di Luc Besson (1997)
- Il dolce domani (The Sweet Hereafter), regia di Atom Egoyan (1997)
- Una vita esagerata (A Life Less Ordinary), regia di Danny Boyle (1997)
- Incognito, regia di John Badham (1997) - cameo non accreditato
- Frog, regia di Roger Eaton ed Alan Fleming - cortrometraggio (1998)
- eXistenZ, regia di David Cronenberg (1999)
- Simon Magus, regia di Ben Hopkins (1999)
- Shergar, regia di Dennis C. Lewiston (1999)
- Gooseberries Don't Dance, regia di Andrew Kazamia - cortrometraggio (1999)
- The Match, regia di Mick Davis (1999)
- Il segreto di Joe Gould (Joe Gould's secret), regia di Stanley Tucci (2000)
- Esther Kahn, regia di Arnaud Desplechin (2000)
- Beautiful Joe, regia di Stephen Metcalfe (2000)
- La mossa del diavolo (Bless the Child), regia di Chuck Russell (2000)
- Field of Fish, regia di Steve Tanner e Michael Wiese - cortrometraggio (2000)
- I vestiti nuovi dell'imperatore (Emperor's New Clothes), regia di Alan Taylor (2001)
- La vera storia di Jack lo squartatore - From Hell (From Hell), regia di Albert e Allen Hughes (2001)
- Il Signore degli Anelli - La Compagnia dell'Anello (The Lord of the Rings: the Fellowship of the Ring), regia di Peter Jackson (2001)
- Spinning Wheels, regia di Cheryl Kanekar - cortrometraggio (2002)
- Il Signore degli Anelli - Il ritorno del re (The Lord of the Rings: the Return of the King), regia di Peter Jackson (2003)
- La mia vita a Garden State (Garden State), regia di Zach Braff (2004)
- The Day After Tomorrow - L'alba del giorno dopo (The Day After Tomorrow), di Roland Emmerich (2004)
- The Aviator, regia di Martin Scorsese (2004)
- Strangers with Candy, regia di Paul Dinello (2005)
- Chromophobia, regia di Martha Fiennes (2005)
- Lord of War, regia di Andrew Niccol (2005)
- Amore e altri enigmi (The Treatment), regia di Oren Rudavsky (2006)
- O' Jerusalem, regia di Élie Chouraqui (2006)
- Lo Hobbit - Un viaggio inaspettato (The Hobbit: An Unexpected Journey), regia di Peter Jackson (2012)
- Lo Hobbit - La battaglia delle cinque armate (The Hobbit: The Battle of the Five Armies), regia di Peter Jackson (2014)

#### Televisione
- ITV Play of the Week – serie TV, 2 episodi (1957)
- A Midsummer Night's Dream, regia di Peter Hall – film TV (1959)
- The Cherry Orchard, regia di Michael Elliott – film TV (1962)
- Armchair Theatre – serie TV, 3 episodi (1963-1970)
- The Wars of the Roses – miniserie TV (1965)
- The Power Game – serie TV, 4 episodi (1966)
- Mystery and Imagination – serie TV, 2 episodi (1966-1968)
- ITV Saturday Night Theatre – serie TV, 3 episodi (1969-1970)
- ITV Playhouse – serie TV, 2 episodi (1969-1970)
- The Wednesday Play – serie TV, 1 episodio (1970)
- The Man from Haven – serie TV, 1 episodio (1972)
- Conjugal Rights – miniserie TV (1973)
- I misteri di Orson Welles (Orson Welles' Great Mysteries) – serie TV, 1 episodio (1974)
- Napoleone e le donne (Napoleon and Love), regia di Derek Bennett, Reginald Collin e Jonathan Alwyn – miniserie TV (1974)
- Masquerade – serie TV, 1 episodio (1974)
- BBC Play of the Month – serie TV, 2 episodi (1972-1974)
- Benjamin Franklin – miniserie TV (1975)
- Gesù di Nazareth (Jesus of Nazareth), regia di Franco Zeffirelli - sceneggiato TV (1977)
- Jubilee – serie TV, 1 episodio (1977)
- Olocausto (Holocaust), regia di Marvin J. Chomsky – miniserie TV (1978)
- BBC2 Play of the Week – serie TV, 1 episodio (1978)
- Do You Remember? – serie TV, 1 episodio (1978)
- The Lost Boys – miniserie TV (1978)
- Il ladro di Bagdad (The Thief of Bagdad), regia di Clive Donner – film TV (1978)
- I miserabili (Les Miserables) – film TV (1978)
- S.O.S. Titanic, regia di William Hale – film TV (1979)
- Niente di nuovo sul fronte occidentale (All Quiet on the Western Front), regia di Delbert Mann – film TV (1979)
- We, the Accused – miniserie TV (1980)
- Strike: The Birth of Solidarity, regia di Leslie Woodhead – film TV (1981)
- Omnibus – documentario (1981)
- The Bell – serie TV, 4 episodi (1982)
- I diari del Terzo Reich (Inside the Third Reich), regia di Marvin J. Chomsky – film TV (1982)
- Il brivido dell'imprevisto (Tales of the Unexpected) – serie TV, 1 episodio (1982)
- Play for Today – serie TV, 1 episodio (1982)
- The Browning Version, regia di Michael A. Simpson – film TV (1985)
- Mr. and Mrs. Edgehill, regia di Gavin Millar – film TV (1985)
- Murder by the Book, regia di Lawrence Gordon Clark – film TV (1986)
- Game, Set, and Match – serie TV, 13 episodi (1988)
- Chillers – serie TV, 1 episodio (1989)
- The Tailor of Gloucester, regia di John Michael Phillips – film TV (1989)
- Gioco senza fine (The Endless Game), regia di Bryan Forbes – film TV (1990)
- La primavera di Michelangelo (A Season of Giants), regia di Jerry London – film TV (1991)
- Performance – serie TV, 4 episodi (1991-1998)
- Screen Two – serie TV, 1 episodio (1992)
- Il piccolo popolo dei Graffignoli (The Borrowers) – serie TV, 16 episodi (1992)
- Timewatch – serie TV, 1 episodio (1993) – documentario
- The Return of the Borrowers – miniserie TV (1993)
- Alice Through the Looking Glass, regia di John Henderson – film TV (1998)
- The Last of the Blonde Bombshells, regia di Gillies MacKinnon – film TV (2000)

### Doppiatore
- Television – serie TV, 1 episodio (1985) - narratore
- Il mondo incantato di Peter Coniglio (The World of Peter Rabbit and Friends) – serie TV, 1 episodio (1993)
- Little Red Riding Hood, regia di Donald Sturrock – film TV (1995) - narratore
- The Gulf War, regia di Eamonn Matthews (1996) - narratore
- The Fifth Element - videogioco (1998)
- Shanghai Vice – miniserie TV (1999) - narratore
- Wisconsin Death Trip, regia di James Marsh (1999) - narratore
- La fattoria degli animali (Animal Farm), regia di John Stephenson – film TV (1999)
- C'era una volta Gesù (The Miracle Maker), regia di Derek W. Hayes e Stanislav Sokolov (2000)
- The Holocaust on Trial, regia di Leslie Woodhead – documentario (2000) - narratore
- The New Detectives: Case Studies in Forensic Science – serie TV, 1 episodio – documentario (2001) - narratore
- Waterbaby, regia di Roger Eaton ed Alan Fleming – film TV (2002)
- Days That Shook the World – serie TV, 1 episodio – documentario (2003) - narratore
- Mostri che abbiamo incontrato – miniserie TV - narratore
- D-Day 6.6.1944, di registi vari – film TV (2004) - narratore
- The Last Dragon, regia di Justin Hardy – film TV (2004) - narratore
- Renaissance, regia di Christian Volckman (2006)
- Ratatouille, regia di Brad Bird (2007)
- Ratatouille - videogioco (2007)
- 1066 The Battle for Middle Earth – serie TV, 2 episodi (2009)
- Alien: Isolation - videogioco (2014) - Ash
- Scary Stories Around the Fire – serie TV, episodio 4x05 (2024) - postumo

## Teatro (parziale)
- Otello, di William Shakespeare. Royal Shakespeare Theatre di Stratford (1954)
- Romeo e Giulietta, di William Shakespeare. Royal Shakespeare Theatre di Stratford (1954)
- Troilo e Cressida, di William Shakespeare. Royal Shakespeare Theatre di Stratford (1954)
- La dodicesima notte, di William Shakespeare. Royal Shakespeare Theatre di Stratford (1955)
- Macbeth, di William Shakespeare. Royal Shakespeare Theatre di Stratford (1955)
- Tutto è bene quel che finisce bene, di William Shakespeare. Royal Shakespeare Theatre di Stratford (1955)
- Le allegre comari di Windsor, di William Shakespeare. Royal Shakespeare Theatre di Stratford (1955)
- Tito Andronico, di William Shakespeare. Royal Shakespeare Theatre di Stratford (1955)
- La calunnia, di Lillian Hellman. Arts Theatre di Londra (1956)
- Amleto, di William Shakespeare. di William Shakespeare. Royal Shakespeare Theatre di Stratford (1958)
- Molto rumore per nulla, di William Shakespeare. Royal Shakespeare Theatre di Stratford (1954)
- Otello, di William Shakespeare. Royal Shakespeare Theatre di Stratford (1959)
- Sogno di una notte di mezza estate, di William Shakespeare. Royal Shakespeare Theatre di Stratford (1959)
- Coriolano, di William Shakespeare. Royal Shakespeare Theatre di Stratford (1959)
- Re Lear, di William Shakespeare. Royal Shakespeare Theatre di Stratford (1960)
- Il mercante di Venezia, di William Shakespeare. Royal Shakespeare Theatre di Stratford (1960)
- La bisbetica domata, di William Shakespeare. Royal Shakespeare Theatre di Stratford (1960)
- Il racconto d'inverno, di William Shakespeare. Royal Shakespeare Theatre di Stratford (1960)
- Ondine, di Jean Giraudoux. Aldwych Theatre di Londra (1961)
- I diavoli, di John Whiting. Aldwych Theatre di Londra (1961)
- Becket e il suo re, di Jean Anouilh. Aldwych Theatre di Londra (1961)
- Il giardino dei ciliegi, di Anton Čechov. Royal Shakespeare Theatre di Stratford (1961)
- Misura per misura, di William Shakespeare. Royal Shakespeare Theatre di Stratford (1962)
- Troilo e Cressida, di William Shakespeare. Tournée britannica, Aldwych Theatre di Londra (1962)
- La tempesta, di William Shakespeare. Royal Shakespeare Theatre di Stratford (1963)
- Riccardo III, di William Shakespeare. Royal Shakespeare Theatre di Stratford (1963), Aldwych Theatre di Londra (1964)
- Enrico IV, parte I e II, di William Shakespeare. Royal Shakespeare Theatre di Stratford (1964)
- Enrico V, di William Shakespeare. Royal Shakespeare Theatre di Stratford, Aldwych Theatre di Londra (1965)
- Il ritorno a casa, dio Harold Pinter. Tour britannica (1965), Music Box Theatre di Broadway (1967)
- L'istruttoria, di Peter Weiss. Royal Shakespeare Theatre di Stratford (1965)
- La dodicesima notte, di William Shakespeare. Royal Shakespeare Theatre di Stratford (1966)
- Romeo e Giulietta, di William Shakespeare. Royal Shakespeare Theatre di Stratford (1967)
- Arriva l'uomo del ghiaccio, di Eugene O'Neill. Aldwych Theatre di Londra (1976)
- Zio Vanja, di Anton Čechov. Hampstead Theatre di Londra (1980)
- Re Lear, di William Shakespeare. National Theatre di Londra (1997)
- Il ritorno a casa, di Harold Pinter. Gate Theatre di Dublino, Lincoln Center di New York, Comedy Theatre di Londra (2001)

## Doppiatori italiani
Nelle versioni in italiano dei suoi film, Ian Holm è stato doppiato da:
- Giorgio Lopez in Greystoke - La leggenda di Tarzan, il signore delle scimmie, La primavera di Michelangelo, Il dolce domani, Simon Magus, Esther Kahn, La mossa del diavolo, The Last of the Blonde Bombshells, O' Jerusalem
- Dario Penne in Ballando con uno sconosciuto, Delitti e segreti, Frankenstein di Mary Shelley, Il quinto elemento, Una vita esagerata, La mia vita a Garden State, Lord of War
- Vittorio Congia ne Il Signore degli Anelli - La compagnia dell'Anello, Il Signore degli Anelli - Il ritorno del re, The Aviator, Lo Hobbit - Un viaggio inaspettato, Lo Hobbit - La battaglia delle cinque armate
- Gianni Bonagura in Loch Ness, Beautiful Joe, La vera storia di Jack lo squartatore - From Hell, The Day After Tomorrow - L'alba del giorno dopo
- Carlo Sabatini in Maria Stuarda, regina di Scozia, Amleto
- Sergio Tedesco in Robin e Marian, I banditi del tempo
- Saverio Moriones in Enrico V, La pazzia di Re Giorgio
- Bruno Alessandro ne Il pasto nudo, Il piccolo popolo dei Graffignoli
- Oreste Rizzini in Napoleone e le donne, S.O.S. Titanic
- Gianfranco Bellini in L'uomo di Kiev
- Giancarlo Maestri in Nicola e Alessandra
- Pino Colizzi ne La bandera - Marcia o muori
- Paolo Lombardi ne L'uomo dalla maschera di ferro
- Ferruccio Amendola in Gesù di Nazareth
- Manlio De Angelis in Olocausto
- Rodolfo Traversa in Alien
- Gianni Marzocchi in Niente di nuovo sul fronte occidentale
- Gianni Musy in Momenti di gloria
- Walter Maestosi ne Il giorno delle oche
- Elio Pandolfi ne Il mistero di Wetherby
- Sergio Fiorentini in Brazil
- Riccardo Cucciolla in Un'altra donna
- Sandro Iovino in Ghiaccio blu
- Mariano Rigillo in Big Night
- Cesare Barbetti in Prove apparenti
- Ettore Conti in eXistenZ
- Antonio Paiola in The Match
- Alarico Salaroli ne Il segreto di Joe Gould
- Rodolfo Bianchi ne I vestiti nuovi dell'imperatore
- Carlo Reali in Chromophobia
- Massimo Milazzo in Amore e altri enigmi

Da doppiatore è sostituito da:
- Sante Calogero ne Il mondo di Peter Coniglio e dei suoi amici
- Edoardo Nevola ne La fattoria degli animali
- Michele Kalamera in The Miracle Maker
- Riccardo Peroni in Ratatouille

## Riconoscimenti
Premi Oscar 1982 – Candidatura all'Oscar al miglior attore non protagonista per Momenti di gloria